# Sainte-Suzanne (Haiti)
Sainte-Suzanne (Haitianisch-Kreolisch Sent Sizàn) ist eine Gemeinde im Département Nord-Est von Haiti.

## Geschichte
Die erste Kapelle des Dorfes wurde im Jahr 1780 erbaut.
Während des Kaiserreichs Haiti war Eustache Pierre Graf von Sainte-Suzanne.
Sainte-Suzanne wurde sowohl während der Sklavenaufstände des späten 18. Jahrhunderts als auch während der amerikanischen Besetzung Haitis Zentrum des Widerstands. Die Cacos waren hatten hier ein Hauptquartier.
Historisch war Sainte-Suzanne ein Teil der Gemeinde Trou-du-Nord. Im Jahr 1881 erhielt das Gebiet selbst den Status einer Gemeinde.

## Lage und Beschreibung
Sainte-Suzanne trägt den Beinamen „Gartenstadt“. Die Vegetation ist mit Bambus, Kiefern und Mahagonigewächsen vielfältig. Die Berge der Region sind fruchtbar. Es wird Kaffee und Zuckerrohr angebaut. Zahlreiche Flüsse durchziehen das Gebiet und bilden Stromschnellen und kleine Wasserfälle.
Neben dem Zentrum Ville de Sainte-Suzanne und dem Viertel Quartier de Dupity bestehen sechs Gemeindebezirke:
1. Foulon mit Baptiste, Bicloire, Bois de Lance, Charles segue und Richard,
2. Bois Blanc mit Broute, Chateau Briand, Duro, Manviel, Seguin und Vincent,
3. Cotelette mit Acul Connu, Bois Blanc, Gabriel, Gilette, La Coupe, Larose, Meyoc, Tercel und Torsin,
4. Sarazin mit Nan Richard,
5. Moka Neuf mit Barrois, Boulet, Caduc, Dinote, D’Leau Bouillie, Donis, Macombe, Mathurin und Savane Cotelette sowie
6. Fond Bleu mit Bois Pin, Brisant, Capoux, Charité, Couvry, Dissosser, Dossac, Dupity, Michonne, Platon Mat, Précot, Prévaux, Roquet und Salnave.

In der Gemeinde Sainte-Suzanne existiert kein ausgebautes Straßensystem, lediglich eine besser befestigte Piste führt in das zehn Kilometer entfernte Trou-du-Nord. Von dort aus sind es weitere fünfzehn Kilometer bis zu der Route Nationale RN-6.
In der Gorge de Foulon, einer Höhle im Norden des Gemeindegebiets, sind Überreste von in Stein gearbeiteten Felsbildern der indigenen Taino-Bevölkerung zu finden.